# 환각제
환각제(幻覺劑, 영어: hallucinogen)는 뇌신경계에 작용하여 환각 (실제로 존재하지 않는 이상한 감각)을 가져오게 하는 약물이다. 환각제는 종종 종교 의식과 춤, 무속신앙과 관련될수있으며 정신건강과 관련하여 심리 치료와 연관있다. 종교, 문학 작품이나 음악, 미술 등 문화 자체에 영향을 주어왔다. 20세기에 들어와서 환각제의 합성 및 관련 연구와 사용이 빈발하고, 특히 1940년대부터 1960년대에 크게 진화했다. 1960년 이후, 환각제 남용이 문제시되고, 소지나 사용이 법으로 금지되어 있는 것도 많다.

## 같이 보기
- 펜시클리딘
- 케타민